# Arquídamo V
Arquídamo V, filho de Eudâmidas II e irmão de Ágis IV foi rei da cidade-Estado grega de Esparta de 228 a.C. até 227 a.C. ano da sua morte. Pertenceu à Dinastia Euripôntida.
Arquídamo fugiu para Messênia com medo de Cleômenes III, mas negociou sua volta ao trono. Chegando a Esparta, ele foi assassinado; por Cleômenes (segundo Políbio) ou pelos assassinos de Ágis IV (segundo Plutarco).
Apesar dele ter deixado dois filhos, e de haver outros descedentes de Procles, os próximos reis Euripôntidas não foram desta linha: Euclidas era irmão de Cleômenes III e o rei seguinte à república, Licurgo, subornou os éforos para se tornar rei.